# ドレジャーリ動力工学開発研究所
ドレジャーリ動力工学開発研究所 (ロシア語: Научно-исследовательский и конструкторский институт энерготехники имени Н. А. Доллежаля) はソビエト連邦/ロシアの原子力研究機関。NIKIETと略称される。 

## 歴史
1952年に潜水艦用動力炉の開発を行う研究所として、ソビエト連邦閣僚会議決定により設立された。所長・主任設計者にはニコライ・ドレジャーリが任命された。 
1954年にはソ連初の原子力潜水艦 K-3 に使用する原子炉を設計し、同型炉を用いて初の民用原子力発電所であるオブニンスク原子力発電所を建設した。また、商業発電を行いながら兵器級プルトニウムを生産できるデュアルユース炉を開発し、ベロヤルスク原子力発電所を建設した。 
ベロヤルスク原子力発電所に建設されたデュアルユース炉を高出力化したものが黒鉛減速沸騰軽水圧力管型原子炉で、これもNIKIETで開発された。 
NIKIETはさまざまな実験基盤を保有しており、ロシア連邦原子力省 (現ロスアトム) の傘下機関にはNIKIETに起源があるものも多い。ロシア海軍の原子力潜水艦および水上艦の解体における原子力安全の確保および海軍の放射能汚染施設の環境修復も請け負っている。 
2010年代には、輸送用・発電用メガワット級原子炉の開発プロジェクトにおいて主管事業者に選ばれている。 

## 備考
1. ↑  “Юрий Драгунов: заказчики есть всегда”. atominfo.ru. (28.09.2012) 2013年12月26日閲覧。
2. ↑  “НИКИЭТ выполнил в 2011 году ключевые мероприятия по теме ТЭМ РУ”. ATOMINFO.RU. (30.07.2012) 2013年12月26日閲覧。
3. ↑  Афанасьев И. (2013年). “Разработка ядерного буксира продолжается”. Новости Космонавтики № 12 (371) 2013年12月26日閲覧。
4. ↑  “Буксир в невесомость. В России создается принципиально новая энергодвигательная установка для космических миссий”. "Российская газета" - Федеральный выпуск №5900 (227). (03.10.2012) 2013年12月26日閲覧。